# Vorderer Langbathsee
Vorderer Langbathsee är en sjö i Österrike.   Den ligger i förbundslandet Oberösterreich, i den centrala delen av landet, 200 km väster om huvudstaden Wien. Vorderer Langbathsee ligger 674 meter över havet.
I omgivningarna runt Vorderer Langbathsee växer i huvudsak blandskog. Runt Vorderer Langbathsee är det ganska tätbefolkat, med 65 invånare per kvadratkilometer.